# UTC−12
UTC−12 er en tidszone som er 12 timer efter standardtiden UTC. Det er den seneste tidszone på jorden, og den ligger umiddelbat øst for datolinjen. Det er udelukkende en maritim tidszone idet der ingen beboede landområder eller øer er i tidszonen.
UTC−12 bruges hele året af:
- Baker Island og Howland-øen (ubeboede øer som hører til USA) Greenwich Mean Time

UTC+12:00
UTC+14:00